# Sh2-266
Sh2-266 è una nebulosa a emissione visibile nella costellazione di Orione.
Si trova nella parte nordorientale della costellazione, al confine coi Gemelli; è individuabile circa 2° a nordovest della stella ξ Orionis, che essendo di quarta magnitudine è ben visibile ad occhio nudo. La sua declinazione non è particolarmente settentrionale e ciò fa sì che essa possa essere osservata agevolmente da entrambi gli emisferi celesti, sebbene gli osservatori dell'emisfero boreale siano leggermente più avvantaggiati; il periodo in cui raggiunge la più alta elevazione sull'orizzonte è compreso fra i mesi di novembre e marzo.
Si tratta di una regione H II, sebbene in passato sia stata scambiata per una nebulosa planetaria, al punto che possiede anche la denominazione PK 195-0.1; la sua struttura ha la forma di un anello, da cui lo scambio, ed è ionizzata dalla supergigante blu V1308 Orionis, una stella di classe spettrale B0 indicata come una stella Ae/Be di Herbig, con una magnitudine apparente di 11,95. La nube si trova sul bordo esterno del Braccio di Perseo, a una distanza di circa 6000 parsec (circa 19600 anni luce); la sua non appartenenza alla classe delle nebulose planetarie è stata dimostrata tramite lo studio nel vicino infrarosso, in cui mostra un eccesso di radiazione che non può essere proprio delle planetarie. Nella regione sono presenti pure dei limitati fenomeni di formazione stellare, come è testimoniato dalla presenza di due maser ad acqua; la nube ospita anche alcune sorgenti di radiazione infrarossa raggruppate in un ammasso catalogato come IRAS 06145+1455, per un totale di 20 oggetti noti.